# Raptadu
Raptadu (en telugú:రాప్తాడు  ) es una localidad de la India, en el distrito de Anantapur, estado de Andhra Pradesh.

## Geografía
Se encuentra a una altitud de 368 m s. n. m. a 365 km de la capital estatal, Hyderabad, en la zona horaria UTC +5:30.

## Demografía
Según estimación 2010 contaba con una población de 11 653 habitantes.